# Radiologia intervencionista
Radiologia Intervencionista é uma especialidade médica, antiga subespecialidade da Radiologia, que se utiliza de procedimentos minimamente invasivos guiados pelos diferentes métodos de imagem para diagnosticar e tratar doenças em praticamente todos os órgãos do corpo humano.
A Radiologia Intervencionista engloba pelo menos três áreas de atuação: Radiologia percutânea, Cirurgia Endovascular e Neurorradiologia Terapêutica. [2]